# Augusto Larreta
Augusto Rodríguez Larreta (Buenos Aires, Argentina; 7 de julio de 1926 - Idem; 21 de agosto de 2019) fue un actor argentino. Además de trabajar como intérprete en cine y televisión, fue también director de teatro, abogado, periodista, escritor, pintor y ex sacerdote católico.

## Biografía
Nació en el año 1926 en Buenos Aires, en el seno de una aristocrática familia argentina, siendo sus padres Augusto Rodríguez Larreta y Marcó del Pont y Tránsito Leloir y Unzué. Su bisabuelo uruguayo se exilió en Argentina debido a motivos políticos. Larreta nació en la casa de su abuela materna Adela Unzué de Leloir. Entre sus familiares se destacó el escritor Enrique Larreta, autor del libro La gloria de Don Ramiro. Además fue tío del ex-jefe de gobierno porteño y político argentino Horacio Rodríguez Larreta.
En junio de 1955 estuvo preso temporalmente cuando quemaron iglesias católicas en Buenos Aires. Un centenar de católicos quisieron impedir dicho incendio de la iglesia catedral formando barricadas contra las puertas, y durante la batalla campal entre la población civil y los adherentes a la Iglesia la policía arrestó a ún número de personas, entre ellos Larreta, y los detuvieron brevemente en la Cárcel de Villa Devoto.
Realizó estudios de distinta índole: primero ingresó en la Facultad de Ingeniería y después pasó a la de Derecho. Cursó Filosofía y luego de algunos problemas, porque era militante estudiantil, se recibió de abogado. Recibió una beca para viajar a los Estados Unidos y allí estudió teatro. Tiempo después, tuvo un cargo importante en una empresa estadounidense y viajó a Guatemala, donde siguió estudiando actuación. 
Fue un actor de reparto muy reconocido que compartió escenas con grandes del espectáculo argentino como Alberto Olmedo, Jorge Porcel, Susana Giménez, Javier Portales, Federico Luppi y Rodolfo Ranni entre otros.
Estuvo casado en dos oportunidades. La primera con Jacqueline de Elizalde Bruel, con quien estuvo 37 años casado; Bruel era 11 años mayor que él y ya tenía con su anterior marido tres hijos. La segunda vez fue con María Teresa Cibils, una reconocida escritora y cantante, cuyo personaje “La Pupi” aparecía para señalar el horario de protección al menor en Canal 7 Argentina y que también fue publicada en formato historieta durante 7 años, en una tira que formaba parte del suplemento infantil del diario La Nación.
Luego del fallecimiento de su primera esposa fue ordenado sacerdote para acercarse a su mujer fallecida Elizalde; al cabo de poco tiempo decidió abandonar el sacerdocio debido a desacuerdos con el sistema que rige el mismo en la Iglesia Católica. Un año después conoció a María Teresa y en 1992 se casó.
En sus últimos años de vida se encontraba alejado por completo del medio artístico; su fallecimiento se dio a conocer por un aviso de su familia en la sección necrológica del diario La Nación.

## Carrera

### Cine
- 1975: Triángulo de cuatro
- 1975: El Pibe Cabeza
- 1975: La guerra del cerdo
- 1977: El soltero
- 1978: Allá lejos y hace tiempo
- 1978: Los médicos
- 1979: El poder de las tinieblas
- 1979: El rey de los exhortos, en el papel de juez
- 1979: …Y mañana serán hombres en el rol del ministro
- 1979: El último amor en Tierra del Fuego
- 1979: Custodio de señoras
- 1980: Los hijos de López en el papel de "El Tata Figueroa Harding" de Hugo Moser junto a Alberto Martín, Emilio Disi, Carlos Andrés Calvo, Cristina del Valle, Dorys del Valle, Alejandra da Passano, Tincho Zabala, Santiago Bal y Jorge Barreiro
- 1980: Los superagentes contra todos con Julio de Grazia, Ricardo Bauleo y Victor Bo
- 1980: El infierno tan temido
- 1980: Departamento compartido con Alberto Olmedo,  Graciela Alfano y Tato Bores
- 1981: Te rompo el rating en el papel del "Presidente del canal" (inspirado en Goar Mestre, ejecutivo del Canal 13 de origen cubano) con Jorge Porcel, Moria Casán, Javier Portales y Luisa Albinoni
- 1982: Las mujeres son cosa de guapos
- 1982: Los fierecillos indomables como el "Profesor Larreta".
- 1983: Los fierecillos se divierten como el "Dr.Larreta"
- 1983: Deathstalker/El último guerrero como "Salmaron"
- 1983: No habrá más penas ni olvido como "Prudencio Guzmán"
- 1984: Venido a menos
- 1985: Wizards of the Lost Kingdom como el "Rey Taylor" con un elenco extranjero y argentino como María Socas, Dolores Michaels, Vidal Peterson, entre otros.
- 1985: La historia oficial en el papel de un general
- 1985: Bairoletto, la aventura de un rebelde
- 1985: El cazador de la muerte
- 1994: Una sombra ya pronto serás como el "capitán Navío" con Miguel Ángel Solá, Pepe Soriano, Alicia Bruzzo, Luis Brandoni y Roberto Carnaghi.
- 1998: La herencia del tío Pepe
- 1999: Ángel, la diva y yo como "Loco", con Boy Olmi y Esther Goris.[2]

### Televisión
Larreta es muy conocido por sus frases picarescas como "¡Qué chucho, Manucho!" o "Como dijo Don Ernesto, ¡qué molesto!" papeles mayormente acompañados de Javier Portales.
Entre su incursión en la pantalla chica se destacan:
- 1975: Nosotros
- 1976: Mi querido Luis
- 1977: Invitación a Jamaica
- 1979/1980: Los Hijos de López, interpretó a "El Tata" Figueroa Harding.
- 1981/1987: No Toca Botón junto a Olmedo.[3]
- 1983: La Chona Superstar, en el papel de un productor con Haydeé Padilla.
- 1992: Brigada Cola, invitado especial.
- 1992: Zona de Riesgo
- 1992/1995: Son de Diez, emitido por Canal 13.
- 1993/1996: Mi cuñado
- 1993/1995: Cha cha cha, invitado especial.
- 1994: Muerte dudosa telefilme
- 1994: Grande Pa! Episodio 145, en el papel de un Obispo.
- 1999: Campeones de la Vida con Osvaldo Laport y Soledad Silveyra.
- 2004: El Deseo, en un episodio como "Don Bernal"[4]
- 2005: Casados con Hijos, la exitosa sitcom protagonizada por Guillermo Francella y Florencia Peña.

### Teatro
- 1992/93/94/95: Fiesta de casamiento como el esposo de la amante[5]
- 2003:Teatro al instante
- 2004: Matando palabras ( trabajó como escritor, actor y director)[6]

### Discografía
- Versos Desnudos (1998)

Disco de poesía recitada, del libro Versos Desnudos.
Grabado en estudios ION en 1998 por Daniel Sciuti, junto a los músicos Hernán Jacinto, Juan Jacinto y Alex Batista.

### Obras
Como escritor de escribió numerosas obras como:
- Verdades, Aforismos(1983)
- Te cuento, María Teresa (1996)
- Del amor y Dios, teatro
- Versos desnudos, Poesía (1999)[7]